# Imperial Triumphant
Imperial Triumphant (с англ. — «Имперский Триумфатор») — американская экспериментальная джаз-метал-группа, основанная в 2005 году.
С момента выпуска нашумевшего дебютного альбома Abominamentvm в 2012 году группа претерпела несколько изменений в составе, отыграла фестивали в США и Европе, а также выпустила мини-альбомы, синглы и альбомы для различных лейблов, включая Gilead Media и Century Media. Альбом Vile Luxury (2018) получил признание благодаря сочетанию джазовых гармоник, импровизации и разнообразных инструментов. Alphaville 2020 года удвоил свои музыкальные исследования и получил мировые награды. Альбом An Evening with Imperial Triumphant 2021 года был записан вживую в нью-йоркском кабаре Slipper Room. В записи Spirit of Ecstasy (2022) участвовали валторны и многочисленные гости, в том числе гитарист Testament Алекс Сколник, вокалист Voivod Дэни Беланже и смус-джаз-саксофонист Кенни Джи.

## Характеристики
Стиль
Для звучания группы характерны диссонанс, экспериментализм, техничный блэк-метал, авангардный джаз и неоклассические принципы.
Лирика
Vile Luxury 2018 года представлял собой коллективно написанную концепцию, в которой Нью-Йорк был центральным персонажем и предметом разговора.

## Наследие
Достижения
| Альбом (год)      | Публикация | Страна | Награда                  | Ранг | Прим. |
| ----------------- | ---------- | ------ | ------------------------ | ---- | ----- |
| Alphaville (2020) | Decibel    | США    | «Top 40 Albums of 2020»  | 3    | [ 2 ] |
| Alphaville (2020) | Revolver   | США    | «25 BEST ALBUMS OF 2020» | 25   | [ 3 ] |

## Состав
Текущий состав
- Zachary Ilya Ezrin — вокал, гитары (2005-настоящее время)
- Kenny Grohowski — ударные (2012-настоящее время)
- Steve Blanco — бас, вокал, клавишные (2014-настоящее время)

Бывшие участники
- Naargryl Fjellkrieger — бас, бэк-вокал (2005—2012)
- Amarok Myrvandr — виолончель, гитары, скрипка (2005—2012)
- Maelström — ударные (2005—2008)
- Alex Cohen — ударные (2008)
- Erik Malave — бас (2012—2015)
- Max Gorelick — гитары (2016)

## Дискография
Смотри статью «Дискография Imperial Triumphant» в англ. разделе.
Альбомы
- Abominamentvm (2012)
- Abyssal Gods (2015)
- Vile Luxury (2018)
- Alphaville (2020)
- Spirit of Ecstasy (2022)
- Goldstar (2025)